# موريلو روزا
موريلو روزا (بالبرتغالية: Murilo Rosa‏) هو ممثل برازيلي، ولد في 21 أغسطس 1970 في البرازيل.

## وصلات خارجية
- موريلو روزا على موقع IMDb (الإنجليزية)
- موريلو روزا على موقع ألو سيني (الفرنسية)
- موريلو روزا على موقع أول موفي (الإنجليزية)
- موريلو روزا على موقع قاعدة بيانات الفيلم (الإنجليزية)
- موريلو روزا على موقع كينوبويسك (الروسية)